# Svend Haugaard
Svend Haugaard (30. april 1913 i Resen, Skive – 2. marts 2003 samme sted) var en dansk politiker og skolemand.
Han blev uddannet agronom fra Den Kongelige Veterinær- og Landbohøjskole 1938, var på Askov Højskole 1938–39 var lærer på Vrå Højskole 1939-45 og forstander på St. Restrup Husmandsskole 1949-66.
Haugaard var kendt som en aktiv antimilitarist. Allerede fra 1930'erne var Haugaard engageret i at igangsætte lokale militærnægterforeninger, længe inden Militærnægterforeningen stiftedes i 1967. Dette førte til, at han fra 1940'erne blev pionér i foreningen Aldrig Mere Krig, som han var formand for 1949-1964, og i Fredsvennernes Hjælpearbejde (det senere Mellemfolkeligt Samvirke), som han var medstifter af i 1944. Haugaard var i dette foreningsarbejde bl.a. engageret i protester mod retsopgøret efter besættelsen.
I 1959 var Haugaard medstifter af Kampagnen mod Atomvåben, som havde til formål at agitere mod dansk deltagelse i atomkapløbet, og som arrangerede atommarcher fra Holbæk til København i 1960'erne.
Haugaard blev medlem af Radikal Ungdom i 1928. I 1964-1979 var han medlem af Folketinget for Det Radikale Venstre, valgt i Skivekredsen. Svend Haugaard var radikal gruppeformand i Folketinget fra 1970-1971 og 1975-1977. Han var bl.a. formand for Christianiaudvalget og medlem af Grønlandsrådet, samt far til den radikale kommunalpolitiker Bjørg Haugaard.

## Publikationer
- Svend Haugaard: "Ikke ord uden gerning", Gyldendal 1989 (erindringer). ISBN 87-00-40624-4